# Éric Poitevin
Éric Poitevin, né le 5 mai 1961 à Longuyon en Meurthe-et-Moselle et vivant à Mangiennes (Meuse), est un photographe et plasticien français.

## Biographie
Éric Poitevin naît en 1961 à Longuyon.
Grâce au pharmacien de son village, Éric Poitevin découvre le tirage photographique à l'aide d'un agrandisseur noir et blanc. Il a obtenu le Diplôme nationale supérieur d'expression plastique, option communication à Metz en 1985.
En 1989, il devient lauréat de la Villa Médicis, choisi par un jury composé de membres de l’Académie de France à Rome et d’institutions partenaires et en devient pensionnaire pendant un an . Il expose son travail photographique dans de nombreux pays depuis 1991.
Il a enseigné à l’École supérieure des arts décoratifs de Strasbourg et à l’École nationale supérieure d'art et de design de Nancy.
Éric Poitevin est depuis 2008 professeur aux Beaux-Arts de Paris et continue son travail de photographe. Ainsi que l'explique Christine Mayeur, « sa procédure consiste à extraire l'image avec patience de la réalité ; une construction subtile, mais ferme, s'impose jusque dans le moindre détail de chaque image et dans l'intégralité de l'œuvre. Éric Poitevin associe les antonymes présence/absence, proximité/distance, saturation/dépouillement, opacité/clarté, visible/invisible, composition/décomposition, et concile les antinomies dans une dialectique générale : vie/mort, nature/culture, historicité/contemporanéité ».

## Expositions

### Expositions personnelles
- novembre 2018 - avril 2019 : Le chemin des hommes : Éric Poitevin, Le Compa, conservatoire de l'Agriculture, Chartres[8],[9],[10].
- Galerie Baronian-Xippas, Bruxelles, mars-avril 2018.
- Janvier 2018 : Les Natures mortes d'Éric Poitevin, Galerie Rasson, Tournai[11].
- juillet 2016 : Le puits des oiseaux, église romane fortifiée de Dugny-sur-Meuse[12].
- 2014-2015 : FRAC Auvergne, Clermont-Ferrand[13],[14],[15],[16].
- juin-novembre 2014 : Éric Poitevin - Le chemin des hommes, LaM, Villeneuve-d'Ascq[17],[18],[19].
- 2013 : Galerie Blancpain, Genève.
- 2012 : 
  - Chambre de la Princesse, domaine de Chaumont-sur-Loire[20],[21].
  - Galerie Baronian-Xippas, Bruxelles[22].
- 2011-2012 : Villa Medicis, Rome[23],[24],[25].
- Novembre 2010 - janvier 2011 : Galerie Nelson-Freeman, Paris, France[26],[27],[28],[29].
- Décembre 2008 - juin 2009 : musée Bonnat-Helleu, Bayonne[30].
- 2007 : 
  - Galerie Blancpain Art Contemporain, Genève.
  - Galerie Baronian-Francey, Bruxelles[22].
  - Musée de la chasse et de la nature, Paris (catalogue)[31],[32],[33],[34].
  - Galerie Nelson-Freeman, Paris[35],[36].
- 2005 : 
  - Galerie Dumont/Mollat, Bordeaux.
  - Entre cour et jardin, château de Barbiery et jardin de l'Arquebuse, Dijon.
- 2004 : 
  - L'image nue, musée de la photographie de Charleroi.
  - Le Plateau, Paris(catalogue)[37],[38],[39],[40],[41].
- 2003 : 
  - Galerie Baronian-Francey, Bruxelles[22].
  - Frac Franche-Comté, Besançon. Musée des Beaux-Arts de Dole (catalogue)[42],[43].
  - Panorama 4 paysages persistants, Le Fresnoy et musée des beaux-arts de Tourcoing.
  - Galerie Blancpain-Stepczynski, Genève.
  - Galerie Octave Cowbell, Metz.
- 2002 : Galerie Pietro Sparta, Chagny.
- juin-décembre 2001 : Galerie Decimus Magnus Art (Jean-François Dumont, Chantal et Denis Mollat), Bordeaux[44].
- 2000 : 
  - Galerie Albert Baronian, Bruxelles.
  - Galerie Tanit, Munich.
  - Éric Poitevin - De natura bestarium, 1998-2000, musée d'art moderne et contemporain de Genève[45].
  - Galerie Pietro Sparta, Chagny, France,
  - Galerie Jean Bernier, Athènes.
- 1999 : Musée de la Cour d'Or, Metz, France[46].
- 1998 : 
  - Centre national de la photographie, Paris.
  - Galerie Jean Bernier, Athènes.
- 1997 : Galerie Albert Baronian, Bruxelles.
- 1996 : 
  - École des beaux-arts de Quimper.
  - La Tour de Paris, Villeneuve-sur-Lot.
  - Galerie Pietro Sparta, Chagny, France.
- avril-juin 1995 : Miroslaw Balka, Éric Poitevin, Centre d'art contemporain Le Creux de l'Enfer, Thiers[47].
- 1994 : Galerie Jean-François Dumont, Paris.
  - Espace Les Bains-Douches, Chauvigny.
  - Galerie Sponte Sua, Pont-à-Mousson.
- 1993 : Le Printemps de la photographie (Proposition de Régis Durand), Cahors.
- 1991 : 
  - Université de Nimègue.
  - 22e Rencontre de la photographie, Abbaye de Montmajour, Arles.
  - Galerie Jean-François Dumont, Bordeaux.
  - Fabriques de parasols, Saint-Étienne.

### Expositions collectives
- mai-octobre 2019 : Versailles visible / invisible : Nan Goldin, Éric Poitevin, Martin Parr, Viviane Sassen, Dove Allouche, domaine du Trianon, Versailles[48],[49],[50].
- mai-juin 2019, Le choix d'Albert, Galerie Xippas, Genève[51].
- mars-juin 2019 : Figures de l'animal, Centre d'art contemporain de Meymac[52].
- mars-mai 2019 : L'appel de la forêt, château de la Falgalarié, Aussillon[53].
- janvier-mars 2019 : L'invention d'un monde - Photographies des collections Robelin, FRAC Auvergne / Hôtel Fontfreyde - Centre photographique, Clermont-Ferrand[54].
- 2018-2019 : 
  - Expérience n°12 - Héritage, Musée des beaux-arts de Tours[55].
  - Adieu, commissaire - Éric Poitevin et six de ses anciens étudiants à l'École nationale supérieure des beaux-arts, L'Ar(t)senal, Dreux[56],[57].
- juillet-octobre 2018 : Retour d'horizon, médiathèque de Massat[58].
- juillet-septembre 2018 :
  - Expo Biarritz, 1918 & 2018, espace Le Bellevue, Biarritz[59].
  - Statuere, château de Lacaze, Labastide-Castel-Amouroux[60].
- octobre-décembre 2017 : Remous et ramures, Maison de la vallée du Gijou, Lacaze (Tarn) et Musée des quatre mégalithes Murat-sur-Vèbre[61].
- février 2017 : 4 + 4 - Quatre salles, quatre invités commissaires, quatre expositions : Éric Poitevin, Sabine Pigalle, Christiane Feser, Thomas Canto, Galerie RX, Paris[62].
- juin 2016 - janvier 2017 : Expérience n°10 - Extraction, Musée des beaux-arts de Tours[63].
- 2016 : Animaux : œuvres intimes, Galerie Bernard Ceysson, Paris.
- Beauty and the beast - The animal in photography, Museum of Photographic Arts (en), parc Balboa, San Diego.
- 2014-1015 :
  - La Mémoire traversée, Elephant Paname, Paris, France.
  - Premier comité pour la photographie - Accrochage des nouvelles acquisitions dans la collection : Éric Poittevin, Walid Raad, Malick Sidibé, Rémy Duval, Musée d'art moderne de la ville de Paris[64].
  - 18e Paris Photo, Grand Palais, Paris[65].
- novembre 2013 - janvier 2014 : Transferts - Dernières acquisitions du FRAC, Maison des arts Solange-Baudoux et Musée d'art, d'histoire et d'archéologie, Évreux.
- 2013 :
  - L'esprit des lieux - Œuvres photographiques contemporaines : Hélène Martiat, Éric Poitevin, Georges Rousse, médiathèque de Lourdes[66].
  - En Quête de l'Ange, Galerie Nancy-Thermale, Nancy.
  - Cécile Bart, Balthasar Burkhard, Marie-José Burki, Jonathan Callan, Karim Forlin, Peter Hutchinson, Amy O'Neil, Eric Poitevin, Galerie Blancpain, Genève.
  - Sous l'Amazone coule un fleuve - Quarante artistes de la collection du FRAC Auvergne, FRAC Auvergne, Clermont-Ferrand.
  - Frac Forever, Centre Pompidou-Metz[67].
- octobre 2012 - janvier 2013 : Fonds commun, École supérieure d'art et design Saint-Étienne[68].
- 2012 : 
  - Voir la vie, Galerie Duchamp, Centre d'art contemporain de la ville d'Yvetot .
  - Célébration, Rêves de nature, Musée de Valence hors les murs, Scène nationale de Valence (Drôme).
  - Vivement demain, Musée d'art contemporain du Val-de-Marne, Vitry-sur-Seine.
  - L'Arbre et le photographe, École nationale supérieure des beaux-arts, Paris.
  - Face à face - Œuvres du Frac Poitou-Charentes, lycée Jean-Hyppolite, Jonzac[69].
- 2011 :
  - Pour une république des rêves, Centre rhénan d'art contemporain, Altkirch[70].
  - Points de vues, Art contemporain et paysage, prieuré de Saint-Benoît-du-Sault.
  - Le 19, Centre régional d'art contemporain, Montbéliard.
  - Arbres, L'Abbaye-Annecy-Le-Vieux.
  - Courbet contemporain, Musée des beaux-arts de Dole[71].
- novembre 2010 - février 2011 : De leur temps, Musée d'art moderne et contemporain de Strasbourg[72].
- 2010 : 
  - Chefs-d'oeuvre ?; exposition inaugurale du Centre Georges-Pompidou de Metz.
  - Le carillon de Big Ben, Le Crédac, Ivry-sur-Seine.
  - Dans la Forêt,, FRAC Aquitaine, Bordeaux[73].
  - En regard - deux collections, une seule passion, Musée des beaux-arts de Bordeaux[74].
  - Un tout petit monde, Musée de l'Île d'Oléron, Saint-Pierre-d'Oléron[75].
  - Le meilleur des mondes, du point de vue de la collection du musée d'Art moderne Grand-Duc Jean, Luxembourg.
  - Juliette Losq, Darren Norman, Éric Poitevin,, Theodore Art, New York.
- 2009 : 
  - Le travail de rivière, le Crédac, Ivry-sur-Seine.
  - Art et paysage, Musée de l'Échevinage de Saintes.
  - Paisagens Obliquas, Museu Colecçao Berardo, Lisbonne.
  - Animalia, Musée Barrois, Bar-le-Duc.
  - 90, FRAC Franche-Comté, Besançon.
- 2008 : 
  - Paysages, Centre d'art contemporain de Pontmain[76].
  - Comme des bêtes. L'ours, le cochon, le chat et Cie, musée cantonal des Beaux-Arts de Lausanne.
  - Portrait et paysage du XXIe siècle, Espace culturel ING, Bruxelles.
  - Du Jardin au Cosmos, Espace de l'art concret, Mouans-Sartoux.
  - Ombres et lumières, Musée historique et des porcelaines de Nyon[77].
- 2007 : 
  - Territoires partagés - Peinture et photographie d'aujourd'hui, château de Villeneuve, Vence.
  - Fait en France, quinze ans de création artistique, œuvres de collections du FNAC et des FRAC, National Art Gallery, Sofia (Bulgarie) et National Fine Art Museum of Latvia, Riga, Lettonie.
  - L'Autre Animal, Galerie d'art contemporain de Besançon, Besançon.
- février-mai 2007 : Made in Dole, musée des beaux-arts de Dole[78].
- 2006 : 
  - Le corps du paysage, École des beaux-arts de Valenciennes.
  - Zoo, La Centrale électrique, Bruxelles.
  - La Force de l'art, Grand Palais, Paris.
  - Profils - Quinze ans de création artistique en France, Benaki Museum, Athènes.
- 2005 :
  - Chassez le naturel, château de Chambord[79],[80].
  - Galerie Blancpain-Stepczynski, Genève.
  - Nues et nus, Musée de Bourbon Lancy, France, et Museum Folkwang, Essen, Allemagne
- 2004 :
  - Storage, entrepôt du musée BPS22, Charleroi[81].
  - De la Lorraine, Musée de la Cour d'Or, Metz, et Musée des beaux-arts de Nancy.
  - Le tableau Contemporain, Musée d'art moderne et contemporain de Strasbourg.
- décembre 2003 - février 2004 : Le Prix Marcel-Duchamp 2003 Centre Georges-Pompidou, Paris[82].
- 2002 :
  - Musée d'art contemporain de Montréal.
- 2001 :
  - Huis Marseille, Fondation pour la photographie, Amsterdam.
- 2000 :
  - FRAC Alsace, Sélestat.
  - Remy Zaug : Portrait d'un ami, Jean-Paul Jungo, Musée cantonal des beaux-arts, Lausanne.
  - Musée en œuvre(s) - Acquisitions de la Province de Hainaut, 1996-2000, BPS22, Musée d'art de la Province de Hainaut, Charleroi[83].
- 1999 :
  - Zeitgenössische Fotokunst aus Frankreich, Städtische Museum, Zwickau, et Halles cher kunstverein, Halle, Allemagne.
  - Galerie Pietro Sparta, Chagny (Saône-et-Loire).
  - Démarches, Centre culturel de Louvain, Leuven, Belgique (cat.)
- 1998 :
  - Jeux de Genres - Acquisitions récentes de la ville de Paris, Espace Electra, Paris.
  - Zeitgenössische Fotokunst aus Frankreich, Neuer Berliner Kunstverein, Berlin, et Städtische galerie, Coppingen.
- 1997 :
  - Points de Vue Européens de Sudek à Basilico, Maison européenne de la photographie, Paris.
  - Photographie d'une Collection, Caisse des Dépôts et Consignations, Paris.
  - Transit - Soixante artistes nés après 1960, Collections FNAC-ENSBA, Paris.
  - Acquisitions, Musée d'art moderne de la ville de Paris.
  - Dix ans de photographie à Reims, Espace Libergier - Crédit Agricole du Nord-Est, Reims (cat.).
- 1996 : 
  - Variations Opus 96, Musée de Cognac.
  - Le Parvis, Tarbes.
  - Fritto Misto (proposition d'Éric Decelle), Le Carré, Bayonne.
  - Galerie Jean Bernier, Athènes.
- 1995 :
  - Escale du Regard, Villa Medicis, Rome.
  - Répétition Générale, Musée d'art contemporain de Santiago du Chili.
- 1994 :
  - Galerie Pietro Sparta, Chagny.
  - Edalla Natura - Collection Frac Midi-Pyrénées, Grenier du Chapitre, Cahors.
  - ELAC, Lyon.
  - Galerie Jean-François Dumont, Bordeaux.
  - Œuvres récentes du FRAC Rhône-Alpes, maison du peuple, Vénissieux (catalogue).
- 1993 :
  - Nouveaux augures - Collection FRAC Languedoc-Roussillon, Sète.
  - Eté 93 (proposition de Maria Lapalu), Nouveau Musée, Villeurbanne, France
  - Genius Loci (proposition de Chantal Grande pour le mois de la photographie de Reims), Joinville (Haute-Marne)
  - Friches industrielles, lieux culturels, La Laiterie, Centre européen de la jeune création, Strasbourg (catalogue).

## Réception critique
- « Éric Poitevin s'est surtout illustré par ses paysages, vues rapprochées de broussailles, sapins, qui proposent une vision microscopique de l'infini et la prolifération des signes de la nature. Ces images, qui procèdent du all-over, brouillent la perception et bouleversent la distance possible du regard face à leur frontalité. Avec leur contrainte de lumière, elles saisissent le végétal au plus près, pour mieux s'en éloigner, s'en émanciper, et former des images proches de l'abstraction gestuelle et des drippings de Jackson Pollock. En multipliant les photographies, Éric Poitevin vise à nous faire oublier le paysage et l'élément naturel pour nous dévoiler la nature véritable de l'image : son essence sensible, son épaisseur et son temps. » - Éric Corne[84]
- « Que ce soit des portraits en buste, des nus allongés, des arbres ou des roseaux, des bouts d'os ou même des animaux destinés à l'équarrissage, il y est toujours question de la force d'un regard qui réfléchit avant de saisir, qui pense avant de montrer. C'est en effet à l'échelle de son immense respect du vivant - qu'il soit animal, humain ou végétal - mais aussi de sa profonde immersion dans ce que la photographie peut révéler dès qu'elle est prévisualisée, qu'Éric Poitevin nous offre la part du meilleur de la photographie. Travaillant à la chambre qui l'oblige à prendre distance, privilégiant un cadrage frontal et serré qui l'aide à décontextualiser le réel élu, il construit mentalement l'image qui tiendra par sa seule force plastique. » - Michelle Débat, professeur en histoire et esthétique de la photographie et de l'art contemporain, critique d'art[40]
- « Dans le face-à-face silencieux qu'imposent de prime abord les photographies d'Éric Poitevin, s'instille peu à peu un dialogue riche avec l'histoire de l'art. Elles nourrissent des souvenirs et des associations parfois ultérieures tant elles s'impriment sur la surface sensible de l'esprit... L'image affirme son autonomie par l'isolement de l'objet qui crée son espace propre, étranger à l'expérience sensible, et ce malgré le choix des formats qui respectent l'échelle 1:1. L'objet a la teneur d'un portrait, mais abandonné de toute singularisation et par toute présence humaine. » - Christine Mayeur[7]
- « Les séries photographiques d'Éric Poitevin sont des expériences dans lesquelles l'adéquation délicate du médium à son sujet appelle la mémoire réifiée. Ses portraits de religieuses et de cardinaux de la Curie romaine, de vignerons d'Arbois; d'anciens combattants de la guerre 14-18, ses paysages de mares, de sous-bois, ses chevreuils tués et ses papillons punaisés, exposent leurs stigmates sous l'œil objectif de l'appareil. Ses sujets ont toujours quelque chose à voir avec la disparition et, bien souvent, ses photographies se laissent contempler dans leur forme sanctifiée comme une commémoration. Poitevin réfléchit ainsi à ce que Roland Barthes observait : "contemporaine du recul des rites, la photographie correspondrait peut-être à l'intrusion, dans notre société moderne, d'une mort symbolique, hors religion, hors rituel, sorte de plongée brusque dans la mort littérale". » - Maïté Vissault, historienne de l'art et curatrice art contemporain[85]

## Collections publiques

### Belgique
- Collection Belgacom, Bruxelles.
- BPS22, Musée d'art de la Province de Hainaut, Charleroi[83].
- Musée de la photographie de Charleroi.

### France
- Fonds régional d'art contemporain Poitou-Charentes, Angoulême[86].
- Château d'Annecy[87].
- Fonds régional d'art contemporain Franche-Comté, Besançon.
- Fonds régional d'art contemporain Aquitaine, Bordeaux[74],[73].
- Fonds régional d'art contemporain Pays de la Loire, Carquefou.
- Fonds régional d'art contemporain Auvergne, Clermont-Ferrand.
- Musée des Beaux-Arts de Dole.
- Musée-opéra de la vénerie, abbaye du Val des Choues, Essarois, Sans titre (cerf mort), 2007[88].
- Musée municipal de La Roche-sur-Yon.
- Fonds régional d'art contemporain Lorraine, Metz[85].
- Fonds régional d'art contemporain Languedoc-Roussillon, Montpellier.
- Fonds municipal d'art contemporain de la ville de Paris[89].
- Fonds national d'art contemporain, Paris.
- Fonds régional d'art contemporain Île-de-France, Paris.
- Maison européenne de la photographie, Paris.
- Musée d'art moderne de la ville de Paris, quinze photographies[90],[64].
- Musée national d'art moderne, Paris, Mare n°3, épreuve gélatino-argentique 50x70cm, 1987, et cinq autres photographies[91].
- Fonds régional d'art contemporain Normandie, Sotteville-les-Rouen.
- Musée d'art moderne et contemporain de Strasbourg.
- Fonds régional d'art contemporain Midi-Pyrénées, Les Abattoirs, Toulouse.
- Musée d'Art et d'Archéologie de Valence, Sans titre, photographie argentique 177x222cm, 2008[92].
- Institut d'art contemporain de Villeurbanne, Sans titre (série "Chevreuils"), 147x119cm, 1992-1993[93].
- Musée d'art contemporain du Val-de-Marne, Vitry-sur-Seine[94].

### Luxembourg
- Musée d'art moderne Grand-Duc Jean, Luxembourg[95].

### Portugal
- Fundaçao de arte moderna e contemporanea, Lisbonne.

### Suisse
- Fonds cantonal d'art contemporain de Genève.
- Musée d'art moderne et contemporain de Genève.

## Collections privées
- Collection d'art de la Société générale, Paris[96].

## Prix et distinctions
- 1988 : Grand Prix Jeune Talent  –  Ministère de la Culture et de la Communication - Paris, France.
- 1989 : Lauréat d'académie de France à Rome, Villa Médicis – Rome, Italie.
- 2003 : Nommé au Prix Marcel-Duchamp[97].

### Publications
- Éric Poitevin, Denis Daumin et Jean-Francis Held, Le chemin des hommes, éditions Cénomane, 1989.
- Manuela Dumay (texte) et Éric Poitevin (photographies), Le livre du vieux Mans, éditions Cénomane, 1991.
- Éric Poitevin, Les papillons, éditions de la galerie Jean-François Dumont, 1994.
- Catalogue d'exposition : Eric Poitevin à Gilberto Zorio, exposition du 29 avril au 6 juin 1998, Acte Sud, 1998.
- Pierre Michon, Guillaume Janot, Robert Moreau, Éric Poitevin (préface de Jean-Marc Huitorel), Les passants immobiles, Frac des Pays de la Loire, 2001.
- Éric Poitevin, Éric Poitevin, Exhibitions International, 2005.
- Catalogue d'exposition : Eric Poitevin à Eugène Savitzkaya, exposition inaugurale du musée Hotel de Mongelas, 2007.
- Éric Poitevin, 14/18 - 100 portraits, éditions Toluca, 2015
- Jean-Christophe Bailly, Le puits des oiseaux - Nature morte, photographies d'Éric Poitevin. éditions du Seuil/coll. fiction & Cie, 2016 (présentation en ligne).
- Ouvrage collectif (photographies d'Éric Poitevin), Anatomie d'une collection : Palais Galliera, éditions Paris Musées, 2016 (présentation en ligne).
- "Servez citron". Un ensemble de photographies par Éric Poitevin d'assiettes desservies chez Troisgros, accompagné des recettes afférentes, piqué de "Restes de table", un essai par Jean-Claude Lebensztejn, aux Éditions Macula, Paris, Éditions Macula, 2020  (ISBN 978-2-86589-122-1)
- Je plumerai les canards en rentrant, Paris, Éditions Macula, 2022  (ISBN 978-2-86589-138-2)

### Contributions bibliophiliques
- Jean-Claude Lebensztejn, édition de tête du livre Figures pissantes, 1280-2014, trente-trois exemplaires enrichis par Éric Poitevin de la sérigraphie Mare, 24x16cm, justifiés et signés par l'artiste, éditions Macula, 2014 (présentation en ligne).

### Conférences
- Still Life photography, École supérieure d'art Pays basque (villa des Rocailles), Biarritz, octobre 2008 (visionner en ligne - Source : YouTube ; durée : 118').

### Presse, télévision, radiophonie
En plus des articles mentionnés dans les références ci-dessus, il convient de citer :
- « Éric Poitevin », Photographies Magazine, n°32, mai 1991.
- « Carte blanche à Éric Poitevin », Cahiers art et science, n°4, 1997, pp.154-157.
- Dominique Baqué, « Mois de la photo », Art Press, n°308, janvier 2005.
- « Éric Poitevin », émission Le rendez-vous, France Culture, 13 janvier 2011.
- Guitemie Maldonado, « Éric Poitevin, Galerie Nelson-Freeman », Art Forum, vol.XLIX, n°7, mars 2011, page 279.
- Lorraine Rossignol (texte) et Jérôme Bonnet (photographies), « Éric Poitevin, le photographe focalisé sur la Lorraine », Télérama, 5 avril 2017.
- Frédéric Ramade, « Éric Poitevin - L'atelier A », reportage, Arte, 2012 (durée : 6 min 44 s
- « Michel Troigros parle de et avec Éric Poitevin », émission Le grand invité (le nouveau rendez-vous), France Inter, 21 avril 2016.
- Valérie Duponchelle, « La nature vive d'Éric Poitevin », Le Figaro, 15 février 2017.